# ديفيد براون (لاعب هوكي الجليد)
ديفيد براون هو لاعب هوكي الجليد كندي، ولد في 1 فبراير 1985 في Stoney Creek, Ontario ‏ في كندا.

## وصلات خارجية
- ديفيد براون على موقع دوري الهوكي الوطني (الإنجليزية)
- ديفيد براون على موقع EliteProspects.com (الإنجليزية)
- ديفيد براون على موقع HockeyDB.com (الإنجليزية)